# Стјуарт Хол
Стјуарт Хол (3. фебруар 1932 – 10. фебруар 2014) је био британски  социолог марксистичке оријентације, теоретичар културе и политички активиста рођен на Јамајци . Хол — заједно са Ричардом Хогартом и Рејмондом Вилијамсом — био је један од оснивача школе мишљења познате као Британске културолошке студије или Бирмингемска школа за културолошке студије . 
Током 1950-их, Хол је био оснивач утицајног часописа Нова левица. На Хогартов позив, придружио се Центру за савремене културолошке студије  на Универзитету у Бирмингему 1964. године.   Док је био у центру, Хол је заслужан за проширење обима културних студија како би се бавиле расом и родом, као и за помагање да се инкорпорирају нове идеје проистекле из рада нових теоретичара као што је Мишел Фуко . 
Холов рад покрива питања хегемоније и културолошких студија, заузимајући постграмшијански став. Он сматра да употреба језика функционише у оквиру моћи, институција и политике/економије. Овај поглед људе представља као произвођаче и потрошаче културе у исто време. (Хегемонија се, у Грамшиовој теорији, више односи на социо-културну производњу „сагласности“ и „принуде“.) За Хола, култура није била нешто што се једноставно цени или проучава, већ „критично место друштвеног деловања и интервенције, где односи моћи су и успостављени и потенцијално несређени.

## Модел кодирања и декодирања
Стјуарт Хол је представио своју теорију кодирања и декодирања у разним публикацијама и на неколико усмених догађаја током своје каријере. Први рад на ову тему је био „ Кодирање и декодирање у телевизијском дискурсу “ (1973).
Према Холу, порука „мора бити перципирана као смислени дискурс и смислено декодирана“ пре него што има „ефекат“, „употребу“ или задовољи „потребу“.  Постоје четири кода модела кодирања/декодирања комуникације . Први начин кодирања је доминантни (тј. хегемонистички) код. Ово је код који енкодер очекује да га декодер препозна и декодира.“  Други начин кодирања је професионални код. Ради у комбинацији са доминантним кодом. „Служи да репродукује доминантне дефиниције управо стављањем у заграде хегемонистичког квалитета и оперисањем професионалним кодовима који се односе на питања као што су визуелни квалитет, вести и вредности презентације, телевизијски квалитет, 'професионализам' итд.  Трећи начин кодирања је договорени код. „Он признаје легитимност хегемонистичких дефиниција да дају велика значења, док, на ограниченијем, ситуационом нивоу, прави своја основна правила, ради са 'изузецима' од правила."  Четврти начин кодирања је супротстављени код, познат и као глобално супротан код. „Могуће је да гледалац савршено разуме и буквалну и конотативну флексију дату догађају, али ипак одлучи да декодира поруку на глобално супротан начин. 